# Dactylodenia zollikoferi
Dactylodenia zollikoferi là một loài thực vật có hoa trong họ Lan. Loài này được (Stoj.) Peitz mô tả khoa học đầu tiên năm 1972.